# Žiga Dimec
Žiga Dimec (ur. 20 lutego 1993 w Celje) – słoweński koszykarz grający na pozycji środkowego, reprezentant kraju, od 2024 zawodnik Anwilu Włocławek.

## Kariera klubowa
Swoją karierę rozpoczął w 2010 roku, w klubie Zlatorog Laško. W 2014 roku przeniósł się do Rogaška Crystal. W 2015 roku zaczął grać przez 3 lata w KK Krka Novo mesto. Pod koniec sezonu 2017/2018 grał w BBC Bayreuth. Na sezon 2018/2019 przeszedł do BC Lietkabelis. Pod koniec roku 2019 grał w Sixt Primorska Koper. W sezonie 2020/2021 występował w słoweńskim Cedevita Olimpija Lublana.
1 grudnia 2021 został zawodnikiem Anwilu Włocławek. 30 sierpnia 2022 dołączył do japońskiego Nishinomiya Storks. 12 września 2023 zawarł umowę z tureckim Mersin BBGSK.
4 stycznia 2024 zawarł po raz kolejny w karierze umowę z Anwilem Włocławek.

## Osiągnięcia
Stan na 5 stycznia 2024, na podstawie, o ile nie zaznaczono inaczej.

### Drużynowe
- Mistrz Słowenii (2021)
- Brązowy medalista mistrzostw Polski (2022)[8]
- Zdobywca:
  - Pucharu Słowenii (2016, 2020)
  - Superpucharu Słowenii (2016, 2019, 2020, 2021)
- Finalista:
  - Pucharu Słowenii (2017)
  - Superpucharu Słowenii (2015, 2017)

### Indywidualne
- MVP kolejki:
  - ligi słoweńskiej (9 – 2014/2015)
  - play-off ligi słoweńskiej (4 – 2014/2015)
- Uczestnik meczu gwiazd ligi słoweńskiej (2015, 2016)

### Reprezentacja
Seniorska
- Mistrz Europy (2017)
- Uczestnik:
  - igrzysk olimpijskich (2020 – 4. miejsce)
  - mistrzostw świata (2023 – 7. miejsce)[9]
  - kwalifikacji do:
    - mistrzostw świata (2017, 2021)
    - Eurobasketu (2016, 2020)
    - igrzysk olimpijskich (2021)

Młodzieżowe
- Uczestnik mistrzostw Europy: 
  - U–20 (2012 – 7. miejsce, 2013 – 10. miejsce)
  - U–18 (2010 – 10. miejsce, 2011 – 12. miejsce)
  - U–16 dywizji B (2009)

## Kariera reprezentacyjna
Žiga Dimec po raz pierwszy wystąpił w reprezentacji w 2009 roku na Mistrzostwach Europy w koszykówce mężczyzn do lat 16. W 2010 i 2011 wystąpił na Mistrzostwach Europy w koszykówce mężczyzn do lat 18, na których wraz z reprezentacją zajął 10. i 12. miejsce. W 2012 i 2013 zajął 7. i 10. miejsce na Mistrzostwach Europy w koszykówce mężczyzn do lat 20. W 2017 roku wraz z reprezentacją zajął 1. miejsce na Mistrzostwach Europy w koszykówce mężczyzn.